# EHF Liga prvaka 1997./98.
Ovo je 38. izdanje elitnog europskog klupskog rukometnog natjecanja. Barcelona je osvojila treći uzastopni naslov. 16 momčadi je raspoređeno u četiri skupine po četiri. Prve dvije momčadi iz svake idu u četvrtzavršnicu.

## Turnir

### Poluzavršnica
- Barcelona -  TBV Lemgo 31:22, 32:34
- Badel 1862 Zagreb -  Celje Pivovarna Laško 27:20, 24:25

### Završnica
- Barcelona -  Badel 1862 Zagreb 28:18, 28:22

- europski prvak:  Barcelona (četvrti naslov)

## Vanjske poveznice
- Opširnije